# Информационна война
Информационната война използването или употребата на информационни и комуникационни технологии в търсене на преимущество пред съперника. Много често това е въздействие върху цивилното население и/или военните от друга страна, чрез разпространението на определена информация под формата на пропаганда или дезинформация с цел да се деморализира противника.
Често се употребява и терминът „информационно-психологическа война“.  В този смисъл, терминът се използва и за психологическата война – на психологическо въздействие върху цивилното население и/или военните от друга страна с цел постигане на политически или чисто военни цели. 
Информационната война се изразява в целенасочени действия, предприети за постигане на информационно превъзходство посредством преработка и манипулиране на информацията, увреждане на информационните системи на врага, като същевременно се защитава собствената информация посредством класифицирането ѝ, както и собствено информационните системи.